# Dorothea Nowak
Dorothea Nowak (* 12. September 1926 bei Dresden; † 23. August 2011 in Hamburg-Schnelsen) war eine deutsche baptistische Theologin und Dozentin für Praktische Theologie am Theologischen Seminar des Bundes Evangelisch-Freikirchlicher Gemeinden sowie unter anderem Mitbegründerin der baptistischen Bibelschule in Ijuí / Brasilien.

## Leben
Dorothea Nowak wurde in der Nähe von Dresden geboren, wo sie auch ihre Kindheit und Jugend verlebte. Nach dem Abitur studierte sie in den Jahren nach dem Zweiten Weltkrieg an der Universität Dresden Literaturwissenschaft und später an der  Universität Hamburg Evangelische Theologie für das Lehramt sowie Psychologie.
Von 1951 bis 1954 sowie von 1957 bis 1966 arbeitete sie als Pädagogin am baptistischen Jugendseminar in Hamburg-Horn. In den dazwischen liegenden Jahren war sie als Jugendreferentin des nordwestdeutschen Landesverbandes (heute: Baptisten im Nordwesten) tätig. 1966 ging sie nach Brasilien, um im Auftrage der baptistischen Missionsgesellschaft MASA eine theologische Ausbildungsstätte in Ijuí (Rio Grande do Sul) aufzubauen. 1970 wurde sie durch den Bund Evangelisch-Freikirchlicher Gemeinden als Dozentin für Praktische Theologie an das Theologische Seminar in Hamburg-Horn berufen und hat dort bis zu ihrem Eintritt in den Ruhestand 1988 „Generationen von Studierenden“ geprägt.
Auch als Ruheständlerin war sie weiterhin als Gastdozentin am Theologischen Seminar tätig. Gleichzeitig engagierte sie sich für die theologische Fortbildung von ehrenamtlichen Mitarbeitern aus Kirchengemeinden. Es entstand unter ihrer Mitwirkung die Seminarreihe Theologie für Gemeinden.
Die letzte Phase ihres Lebens verbrachte sie im Seniorenzentrum des Albertinen-Diakoniewerks in Hamburg-Schnelsen, wo sie auch starb. Ihr Grab befindet sich auf dem Friedhof in Oldenburg-Eversten.

## Veröffentlichungen (Auswahl)
Eine ausführliche Bibliographie findet sich auf den Seiten des Historischen Lexikons des Bundes Evangelisch-Freikirchlicher Gemeinden.
- Wenn sich Türen auftun. Autobiographische Einsichten. Hamburg 2010, ISBN 978-3-86682-140-9.
- Die praktische Theologie. gemeinsam mit Siegfried Liebschner. In: Günter Balders (Hrsg.): Festschrift. 100 Jahre Theologisches Seminar. 1880 - 1980. Kassel 1980, ISBN 3-7893-7874-7, S. 73–78.
- Streiflichter aus der Geschichte des Jugendseminars. In: Günter Balders (Hrsg.): Festschrift. 100 Jahre Theologisches Seminar. 1880 - 1980. Kassel 1980, ISBN 3-7893-7874-7, S. 238–244.
- Einsteigen und Ankommen. Gemeindeunterricht 13 - 16. Band 1, Kassel 1980, ISBN 3-7893-7875-5.
- Hier wohnte ein Ketzer. Kassel 1962.